# DNA siêu xoắn
DNA siêu xoắn (DNA supercoiling) là chuỗi xoắn kép DNA ở trạng thái cuộn xoắn thêm một hay nhiều cấp nữa. Đây là thuộc tính cơ bản của các phân tử DNA, thường gặp nhất là của các DNA vòng trong tự nhiên. Đối với trạng thái siêu xoắn, thì trạng thái DNA dạng A, B hay Z được xem là dạng giãn (relaxed form DNA).
Trạng thái siêu xoắn rất quan trọng trong một số quá trình sinh học, chẳng hạn như trong quá trình "nén" DNA nhờ đó ngăn cản truy cập vào mã di truyền mà nó mang, hay như trong quá trình biểu hiện gen. Một số enzym như tôpôizômêraza có thể thay đổi trạng thái cấu trúc này để tạo điều kiện thuận lợi cho các chức năng như nhân đôi DNA hoặc phiên mã.

## Tổng quan
- Ở dạng tuyến tính (thường gọi là dạng "mạch thẳng"[5]), phân tử DNA là một chuỗi xoắn kép (gọi là cấu trúc bậc II). Khi chuỗi xoắn kép cuộn xoắn nhiều cấp nữa thì tạo thành trạng thái siêu xoắn (hình 1).
- Thuật ngữ "DNA supercoiling" (DNA siêu xoắn) ra đời vào khoảng nửa cuối thế kỉ XX khi nghiên cứu cấu trúc DNA vòng bằng kính hiển vi điện tử và tia X.[3] Trước thời điểm này, nhiều nhà nghiên cứu xem cấu trúc phân tử DNA theo mô hình Crik - Oatsơn là cấu trúc bậc hai dạng B, sau đó phát hiện thêm dạng A và Z cũng như một số dạng khác nữa.[1][2][6] Bởi vậy, trạng thái "siêu xoắn" được coi là cấu trúc bậc ba trở lên của DNA, khi phân tử DNA này (dạng A hay B hoặc Z,...) xoắn lại một hay nhiều lần nữa.
- Nếu DNA bị xoắn theo hướng xoắn nó vốn có, thì gọi là siêu xoắn dương, trong đó các base gần sát lại với nhau nhiều hơn kích thước "chuẩn" ban đầu. Nếu DNA bị xoắn theo hướng ngược lại hướng nó vốn có, thì đây là siêu xoắn âm, trong đó các base tách xa nhau ra hơn.[7] Sự biến đổi trạng thái cấu trúc này trong tự nhiên thường do nhóm enzym tôpôizômêraza thực hiện.
- Trong quá trình nghiên cứu biến đổi cấu trúc như vậy của DNA, các nhà khoa học nhận thấy phân tử DNA - nhất là DNA-nhiễm sắc thể và plasmit của vi khuẩn trong trạng thái tự nhiên lúc cố định mẫu vật, thì cấu trúc DNA vòng của nó lại có thể vặn lại hoặc xoắn thêm hay cuộn xoắn nhiều cấp (xem hình 2). DNA ở trạng thái cấu trúc như vậy còn gọi là DNA ở trạng thái cấu trúc tô pô (topological structures),[1][2] do đó cũng là đối tượng nghiên cứu của tô pô học.[8] Từ đó, đã hình thành lý thuyết ruy băng nghiên cứu về dạng cấu trúc này.

## Ý nghĩa

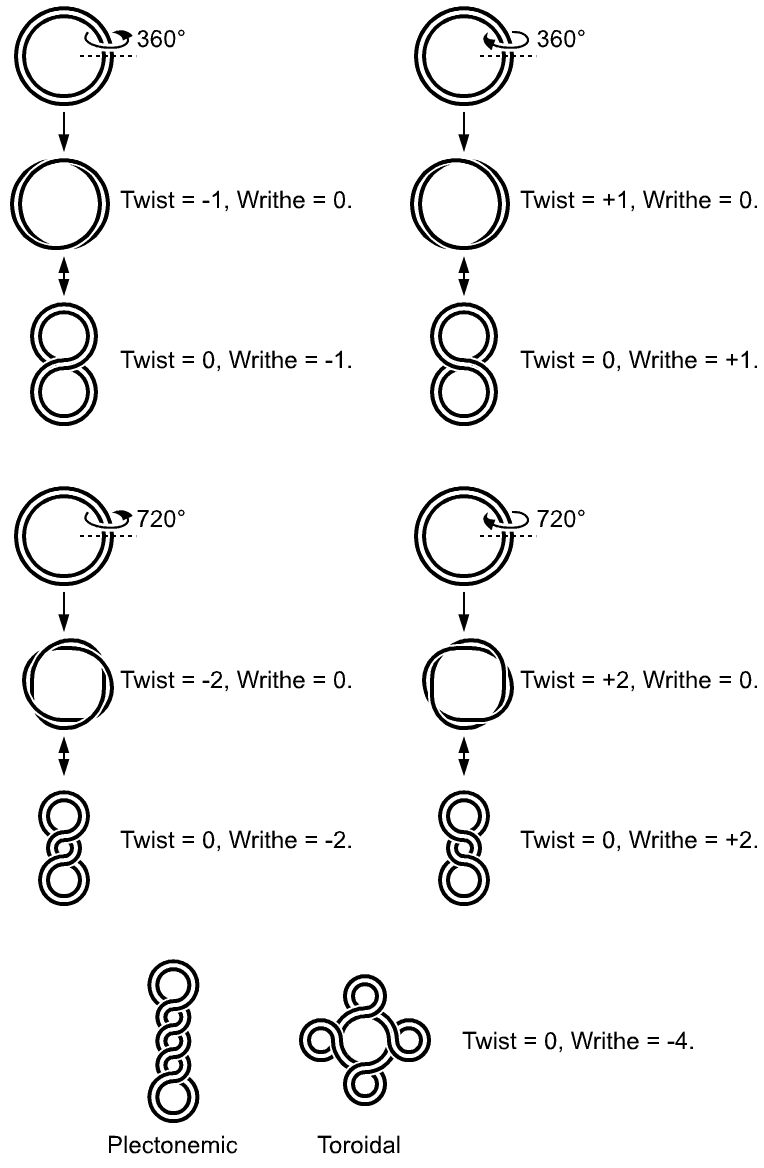
Hình 2: Một số dạng siêu xoắn của DNA vòng.

Cấu trúc bậc II của DNA mà F. Crick và J. Watson đã công bố, đã được giảng dạy ở hầu hết các lớp bậc trung học trên thế giới, là mô hình DNA ở dạng tuyến tính (DNA mạch thẳng) ít tồn tại trong trạng thái tự nhiên. Tuy nhiên, trong bậc cấu trúc đó, thì "sợi đơn" DNA này ngược hướng và quấn quanh "sợi đơn" DNA kia quanh một trục (tưởng tượng) và cả chuỗi kép xoắn theo hướng ngược với hướng quay của chiều kim đồng hồ (xoắn thuận) đã làm giảm số lượt của một vòng xoắn quanh vòng kia. Nghĩa là chuỗi xoắn kép đã làm giảm chiều dài của mỗi "sợi" đơn. Tuy nhiên, điều đó vẫn chưa đủ cho nhu cầu "đóng gói" để lưu giữ và bảo quản tốt thông tin di truyền mà DNA chứa. Chẳng hạn, chuỗi DNA trong một tế bào người mà nối với nhau sẽ có chiều dài lên tới 2 mét, trong khi tế bào chứa nó chỉ có đường kính nhỏ hơn chiều dài đó nhiều nghìn lần. Do đó, sự xoắn, cuộn thêm nhiều cấp (siêu xoắn) sẽ "đóng gói" thông tin di truyền gọn gàng hơn nhiều. Ngoài ra, các thông tin di truyền ở DNA trong trạng thái siêu xoắn được lưu giữ và bảo quản tốt hơn.

## Mô tả toán học đơn giản
- Cấu trúc siêu xoắn được mô tả bằng chỉ số liên kết Lk. Khi DNA tuyến tính ở cấu trúc bậc hai hoặc khi DNA vòng ở trạng thái có thể nằm trên một mặt phẳng, thì chỉ số liên kết bằng không, tức Lk = 0.
- Cần phân biệt chỉ số này với chỉ số xoắn ban đầu gọi là chỉ số Lko, được tính bằng tỉ số giữa tổng số cặp base trong vòng xoắn với số vòng xoắn, mà số vòng xoắn này của phân tử DNA dạng B (tức DNA theo mô hình Crik - Oatsơn kinh điển) lần lượt là10.4;[11] 10.5;[12][13] 10.6.[14]

{\displaystyle Lk_{o}=bp/10.4}
- Khi DNA bắt đầu siêu xoắn, nó vừa xoắn (twists) đồng thời vừa cuộn (writhes) lại, được mô tả theo phương trình:

{\displaystyle Lk=Tw+Wr}
Trong đó, theo mô tả của tôpô học (topology) thì:
Tw (số "twist") là số vòng xoắn Watson-Crick trong DNA. Nói chung, ở một DNA "bình thường", thì một vòng xoắn của chuỗi xoắn kép chứa 10 bp cho mỗi 34 Å của chiều dài phân tử.
Wr (số "writhe") là số vòng siêu xoắn.
- Sự thay đổi chỉ số liên kết gọi là ΔLk (số gia Lk), là hiệu số giữa số lần xoắn thực tế trong DNA đã có (là Lk) với số lần xoắn ở trạng thái ban đầu (Lko), nghĩa là:

{\displaystyle \Delta {Lk=Lk-Lk_{o}}}.
Nếu ΔLk < 0 thì siêu xoắn âm tính, cũng có nghĩa là DNA giảm độ siêu xoắn (underwound). Khi đó, phân tử DNA có thể tham gia vào các quá trình nhân đôi, phiên mã và tái tổ hợp. Ngoài ra, một DNA có ΔLk < 0 cũng còn được đánh giá là có thuận lợi cho sự chuyển đổi giữa dạng DNA-B thành DNA-Z hoặc ngược lại, cũng như sự tương tác của các prôtêin liên kết DNA liên quan chặt chẽ đến quá trình điều hòa gen (Regulation of gene expression).